# 1587 a tudományban
Az 1587. év a tudományban és a technikában.

## Születések
- január 8. – Johannes Fabricius németalföldi csillagász. Apjával, David Fabricius-szal együtt elsőként figyelték meg rendszeresen a napfoltokat († 1616)
- október 22. – Joachim Jung német filozófus, matematikus, természettudós († 1657)

## Halálozások
- január 28. – Francisco Hernández de Toledo spanyol orvos, botanikus (* 1514 vagy 1515)